# Roksana Xudoyorova
Roksana Sherzodovna Xudoyarova (usbekisch-kyrillisch Роксана Худоёрова; * 30. Januar 2001 in Samarqand) ist eine usbekische Leichtathletin, die im Weit- und Dreisprung an den Start geht.

## Sportliche Laufbahn
Erste internationale Erfahrungen sammelte Roksana Xudoyorova bei den Jugendasienmeisterschaften 2017 in Bangkok, bei denen sie mit 4653 Punkten die Silbermedaille im Siebenkampf gewann. Im Jahr darauf belegte sie bei den Hallenasienmeisterschaften in Teheran mit 5,73 m den fünften Platz im Weitsprung sowie mit 12,69 m Rang sieben im Dreisprung. Im Oktober nahm sie an den Olympischen Jugendspielen in Buenos Aires teil und erreichte dort im Dreisprung Rang vier. 2019 wurde sie bei den Asienmeisterschaften in Doha mit einer Weite von 6,08 m Sechste im Weitsprung und mit 12,63 m Zehnte im Dreisprung. 2021 steigerte sie sich im Dreisprung auf 14,38 m und qualifizierte sich damit für die Olympischen Spiele in Tokio, bei denen sie mit 13,02 m den Finaleinzug aber deutlich verpasste.
2022 gewann sie bei den Islamic Solidarity Games in Konya mit 6,32 m die Bronzemedaille im Weitsprung hinter der Burkinerin Marthe Koala und Tuğba Danışmaz aus der Türkei und im Dreisprung belegte sie mit 13,87 m den vierten Platz. 2025 belegte sie bei den Asienmeisterschaften in Gumi mit 13,34 m den achten Platz. 
2017 wurde Xudoyorova usbekische Meisterin im Weitsprung sowie 2019 und 2021 im Dreisprung. Zudem wurde sie 2021 Hallenmeister im Weit- und Dreisprung.

## Persönliche Bestleistungen
- Weitsprung: 6,32 m (+1,4 m/s), 9. August 2022 in Konya
- Dreisprung: 14,38 m (+1,8 m/s), 29. Juni 2021 in Taschkent